# 克里维里赫克里夫巴斯足球俱乐部 (2020年)
克里维里赫克里夫巴斯足球俱乐部（烏克蘭語：Кривбас Кривий Ріг）是乌克兰的职业足球俱乐部，位于克里维里赫。该俱乐部参加烏克蘭足球超級聯賽的赛事。值得注意的是该俱乐部是在2020年夏季由克里維里赫希爾尼克足球會改名而来，而克里维里赫希尔尼克本身是在2017年重新建立的。

## 历史

### 克里维里赫希尔尼克
在缺席一年之后，克里维里赫希尔尼克在2017年重新建立，并参加乌克兰业余比赛。之后该队获得了2018-19赛季职业球队资格。

### 克里维里赫克里夫巴斯
2020年7月29日，赫希尔尼克俱乐部的主席确认他的俱乐部将在烏克蘭足球乙級聯賽2020-21赛季前改名为克里夫巴斯。后来俱乐部改名为克里维里赫克里夫巴斯。

## 球场

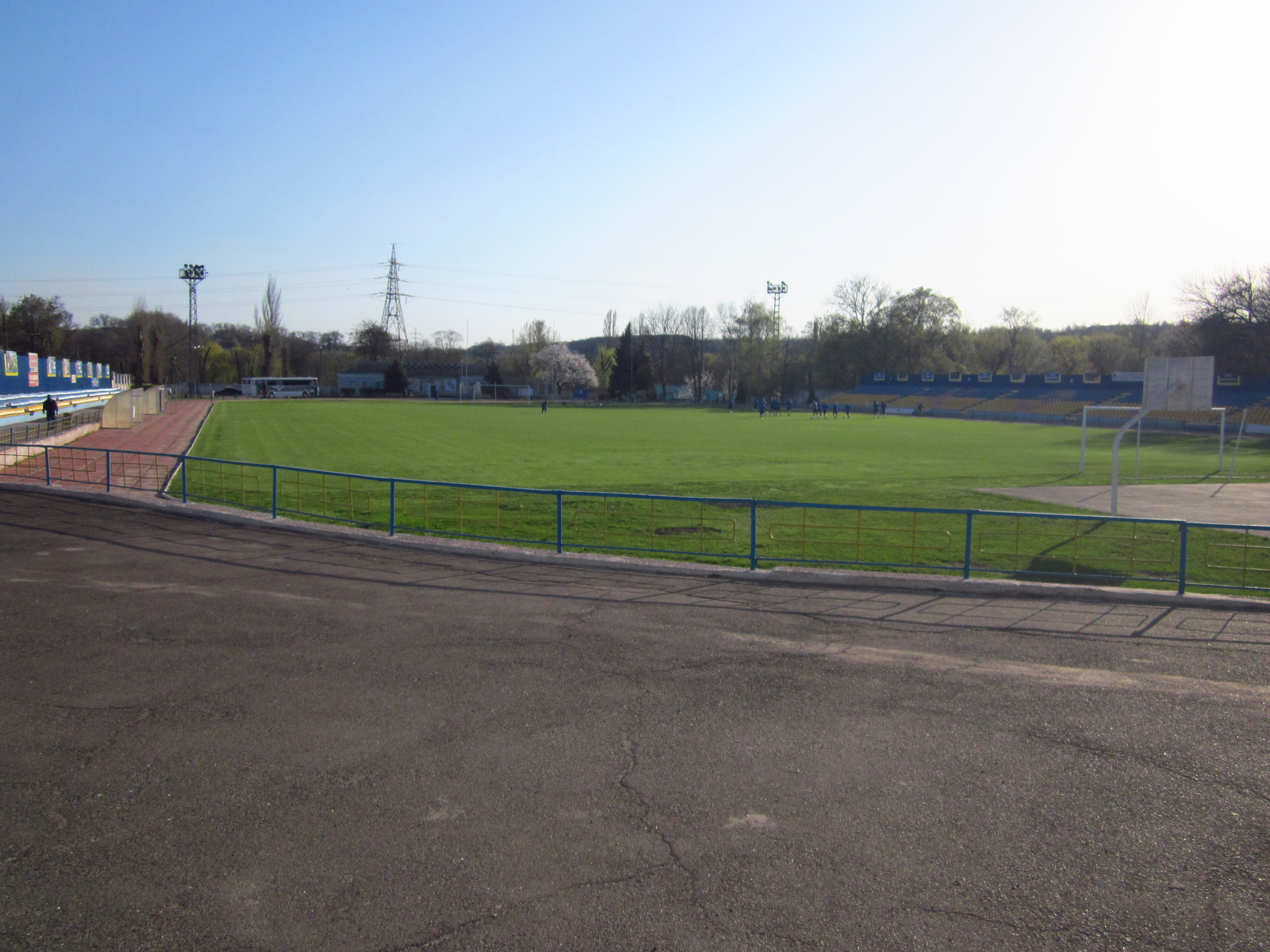
希尔尼克体育场

俱乐部的主场为希尔尼克体育场。该体育场能容纳2,500个座位。场地为天然草坪，尺寸为105 x 67米。